# VM i bandy 1967
Verdensmesterskabet i bandy 1967 var det femte VM i bandy, og mesterskabet blev arrangeret af Federation of International Bandy. Turneringen havde deltagelse af fire hold og blev afviklet i byerne Helsinki, Lappeenranta, Mikkeli, Oulu og Varkaus i Finland i perioden 14. – 19. februar 1967.
Mesterskabet blev vundet af de forsvarende verdensmestre fra Sovjetunionen foran værtslandet værtslandet Finland med Sverige på tredjepladsen. Det var Sovjetunionens 5. VM-titel i træk, og den sovjetiske sejr var en del af en stime på 11 VM-guld i træk. Finland vandt VM-sølv for tredje gang i VM-historien, mens bronzemedaljerne var Sveriges fjerde.
Turneringen blev præget af stor jævnbyrdighed mellem Sovjetunionen, Finland og Sverige, hvis indbyrdes kampe alle tre endte uafgjort. Samtidig formåede alle tre hold at besejre Norge, så alle fire hold endte på fire point. Sovjetunionen vandt derfor i praksis verdensmesterskabet, fordi holdet havde vundet større over Norge end de to andre hold.

## Resultater
De fire hold spillede en enkeltturnering alle-mod-alle, så alle holdene mødte hinanden én gang. Sejre gav 2 point, uafgjorte 1 point, mens nederlag gav 0 point.
| Dato  | Kamp                    | Res. | Spillested   |
| ----- | ----------------------- | ---- | ------------ |
| 14.2. | Finland – Sverige       | 1–1  | Lappeenranta |
| 14.2. | Sovjetunionen – Norge   | 5–0  | Helsinki     |
| 16.2. | Finland – Sovjetunionen | 1–1  | Oulu         |
| 16.2. | Sverige – Norge         | 2–1  | Mikkeli      |
| 18.2. | Finland – Norge         | 5–3  | Varkaus      |
| [ 1 ] | Sverige – Sovjetunionen | 2–2  | Helsinki     |

| Plac. | Hold          | Kampe | + Mål − | Point |
| ----- | ------------- | ----- | ------- | ----- |
| 1.    | Sovjetunionen | 3     | 8-3     | 4     |
| 2.    | Finland       | 3     | 7-5     | 4     |
| 3.    | Sverige       | 3     | 5-4     | 4     |
| 4.    | Norge         | 3     | 04-12   | 0     |